# José Serra y Campdelacreu
José Serra y Campdelacreu (1848-1901) fue un archivero, profesor, historiador, arqueólogo y escritor español.

## Biografía
Nacido el 1 de marzo de 1848 en la localidad barcelonesa de Vic, estudió leyes y filosofía y letras en la Universidad literaria de Barcelona. En el Instituto libre de segunda enseñanza establecido en Vic, desempeñó la clase de Historia universal e Historia de España. En 1871 fue elegido bibliotecario del Círculo literario vicense, y en 1870 archivero de municipio. José Morgades le encargó el arreglo y clasificación del antiguo archivo episcopal. Creado el Museo arqueológico-artístico de Vic, Serra fue nombrado secretario de su junta de gobierno, cargo que continuaba desempeñando a finales del siglo XIX. Al inaugurarse en 1891 dicho museo leyó un trabajo sobre la importancia de los establecimientos de su clase, y la protección que la Iglesia les había dispensado. Según constaba en el Catálogo del Museo arqueológico artístico de Vich, redactaron dicha obra los individuos de la junta de gobierno Antonio de Espona y José Serra y Campdelacreu, asociados de los jóvenes seminaristas Pedro Bofill y José Gudiol.
Con motivo del descubrimiento hecho en 1882 del templo romano de Vic, se fundó en la localidad una sociedad arqueológica, de la que fue elegido conservador y cronista, y tomó parte activa en los trabajos de la dirección arqueológica de la restauración de dicho templo. En el acto de su inauguración leyó una monografía sobre el monumento. En La Renaixensa y en otros periódicos publicó artículos literarios y poesías en castellano y catalán, y facilitó copia de documentos a eruditos extranjeros. Serra, que preparó también varios trabajos históricos sobre Vic y su comarca, fue miembro correspondiente de la Real Academia de Buenas Letras de Barcelona. Falleció el 2 de julio de 1901.

## Obras
- Una diada de gloria, llohansa en un acte y en vers. Representada en el teatro de Vic en 1869. Escrita en colaboración de J. Collell.[2]
- Las llonganissas de Vich. Comedia en un acto y en verso. Vich, imp. de R. Anglada. 1869. En 8.º, 38 págs. Estrenada en el teatro de Vic el 2 de diciembre de 1869.[2]
- Lo Puig dels Jueus. Drama caballeresco en dos actos y en verso. Representado en 1870 en el teatro ausonense.[2]
- Discurso de gracias leído por el vocal de la junta directiva del Círculo literario de Vich D. José Serra y Carapdelacreu el día 8 de julio de 1876. Vich, est. tip. de A. Abadal, 1877. En 4.°, 7 páginas.[2]
- «Barbastro», monografía ilustrada. Se publicó en la obra Aragón histórico pintoresco y monumental.[2]
- El archivo municipal de Vich, su historia, su contenido y su restauración. Vich imprenta de R. Anglada, 1879. Un vol. en cuarto, XI1I-208 páginas.[2]
- Bosquejo biográfico de D. Joaquín Salarich y Verdaguer. Vich, imp. de R. Anglada, 1885. En folio menor, 162 págs. y 16 sin foliar al fin.[2]
- Lo canonge Ripoll, sesobres y sa influencie en los estudis historichs de la comarca de Vich. Nota extensa con motivo del catálogo bibliográfico que publicó Andreu Balaguer y Merino en la Memoria de la Academia de Bones lletres de Barcelone, tomo IV.[2]
- Primavera triste cants d'amor. Vich, imp. de R. Anglada. 1880. Un vol. en octavo, VII-200 páginas.[2]
- Divulgacions del archiu municipal de Vich (dos fascículos, 1880-1881).[2]